# Casa Francesc Marimon
La Casa Francesc Marimon és una obra noucentista de Granollers (Vallès Oriental) protegida com a Bé Cultural d'Interès Local.

## Descripció
Edifici de tipus ciutat-jardí, habitatge familiar de l'arquitecte M.J. Raspall i Mayol, 1924, tocant a l'antiga muralla medieval, amb una part mitgera i tres façanes que donen al carrer i als corredossos. Té una planta baixa i dos pisos amb finestres de llinda curvilínia, coberta de teula a tres vessants. Cornisa llisa en successius paral·lelepípedes.

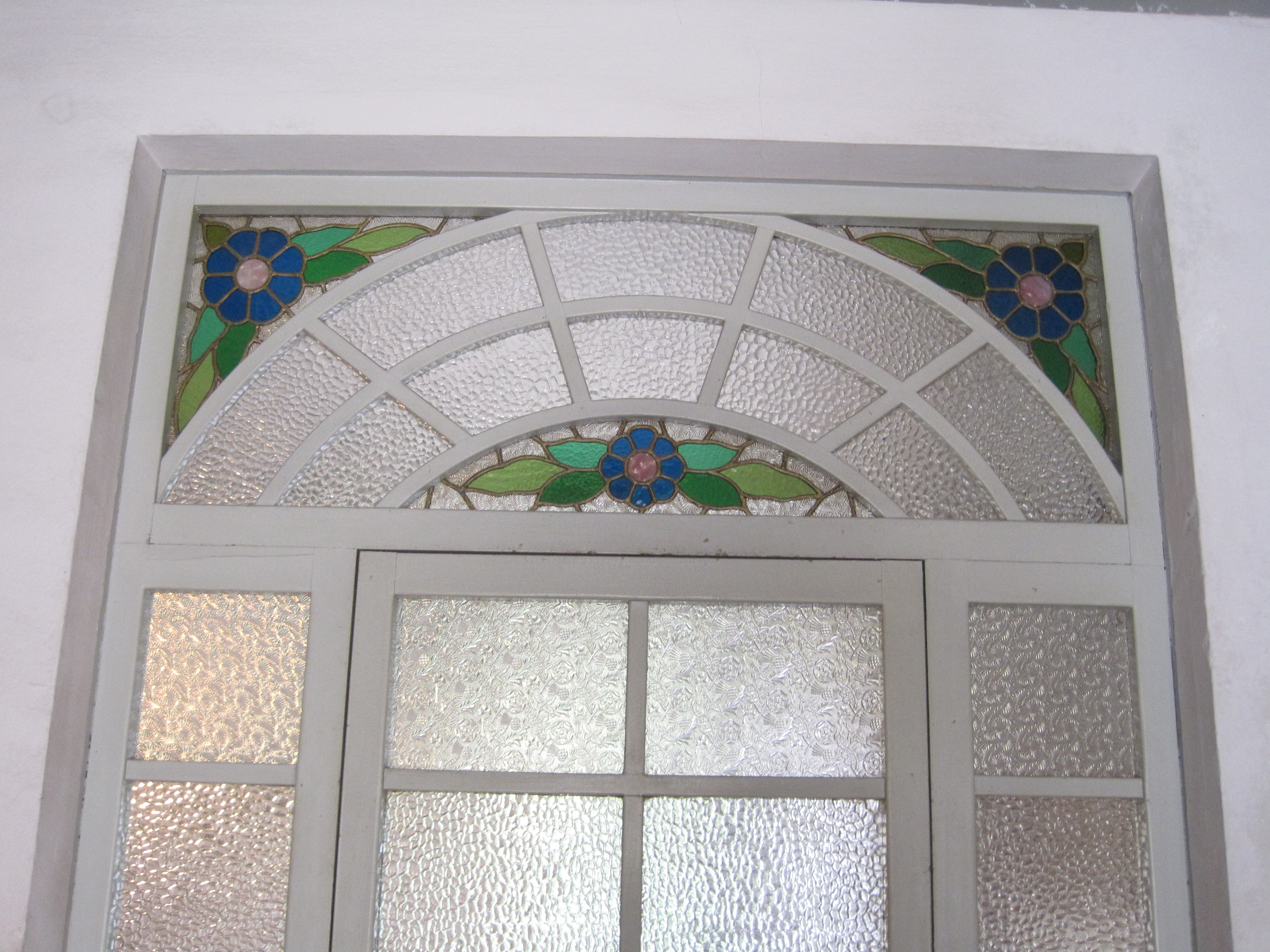
Detall vitrall interior

L'interior continua amb l'estructura dels antics masos del Vallès, cada planta té un cos central funció de saló i distribuïa les habitacions als laterals. En origen no disposava de lavabo sinó d'una comuna situada sota l'escala d'accés a la planta i una cambra de bany amb pica i banyera. Les parets originàriament eren folrades de seda.
A la planta baixa, hi ha una solució de porxo en angle amb columna exempta i balconades a la primera planta.

## Història
Edifici construït al nucli antic, aquest de fort caràcter medieval. Malgrat això, per la seva estructura i condició, pertany al mateix tipus d'edificis fets a l'eixample a la segona meitat del XIX i començaments del XX: estructura unifamiliar, d'una planta a tres com a màxim.